# Le Sappey
Le Sappey é uma comuna francesa na região administrativa de Auvérnia-Ródano-Alpes, no departamento da Alta Saboia. Estende-se por uma área de 13.72 km². Em 2010 a comuna tinha 429 habitantes (densidade: 31,3 hab./km²).